# Stephanbeckia plumosa
Stephanbeckia plumosa H.Rob. & V.A.Funk, 2011 è una specie di pianta angiosperma dicotiledone della famiglia delle Asteraceae. Stephanbeckia plumosa è anche l'unica specie del genere Stephanbeckia H.Rob. & V.A.Funk, 2011

## Etimologia
Il nome del genere (Stephanbeckia) è stato dato in onore del botanico Stephan Beck che per primo ha individuato l'unica specie di questo genere. Il nome scientifico della specie è apparso per la prima volta nella pubblicazione "Stephanbeckia plumosa (Liabeae: Compositae): A new genus and species from southern Bolivia" ad opera dei botanici Harold E Robinson e Vicki A. Funk nel 2011.

## Descrizione
L'habitus delle piante di questa specie è piccolo-erbaceo (annuale o perenne). In questa specie non è presente il latice.
Le foglie in genere sono disposte lungo il fusto in modo opposto e in genere sono raggruppate variamente; sono picciolate o raramente sono sessili. La lamina è intera: da lanceolata a ovata. Le venature sono trinervate actinodrome. La superficie superiore è glabrescente; quella inferiore è densamente bianco-tomentosa. La consistenza in genere varia da fogliacea a carnosa.
L'infiorescenza è formata da capolini di tipo radiato eterogamo. I capolini sono singoli (monocefali) o pochi con peduncoli. La struttura dei capolini è quella tipica delle Asteraceae: un peduncolo (corto o lungo) sorregge un involucro a forma campanulata composto da 25 -30 squame (o brattee) disposte in 2 - 3 serie in modo embricato e scalato che fanno da protezione al ricettacolo  sul quale s'inseriscono due tipi di fiori: quelli esterni ligulati, disposti a raggiera e quelli interni tubulosi. Le brattee dell'involucro sono gradualmente crescenti, con i filari interni
più lunghi di quelli esterni. Il ricettacolo, alveolato e fimbriato, è nudo (senza pagliette).
I fiori sono tetra-ciclici (ossia sono presenti 4 verticilli: calice – corolla – androceo – gineceo) e pentameri (ogni verticillo ha in genere 5 elementi). I fiori si dividono in due tipi: del raggio e del disco. I fiori del raggio (ligulati e zigomorfi e circa 15 disposti su una sola fila) sono di solito femminili e fertili. I fiori del disco (tubulosi e actinomorfi e da 25 a 30) sono in genere ermafroditi.
- Formula fiorale:

*/x K {\displaystyle \infty }, [C (5), A (5)], G 2 (infero), achenio
- Calice: i sepali del calice sono ridotti ad una coroncina di squame.

- Corolla: le ligule delle corolle dei fiori del raggio hanno delle forme da lineari a ellittico-oblunghe (a volte sono ben sviluppate) e terminano con tre denti, sono colorate di giallo (occasionalmente da rossastro a viola o bianco); le gole dei fiori del disco sono ampie fin dalla base, mentre i lobi sono allungati e lineari, il colore è giallo o più raramente rosso, viola o bianco.

- Androceo: gli stami sono 5 con filamenti liberi e distinti, mentre le antere sono saldate in un manicotto (o tubo) circondante lo stilo. Le antere possono avere delle code anche con frange. Il polline è ricoperto da spine in modo uniforme. Il polline è sferico, e tricolporato, echinato.

- Gineceo: lo stilo è filiforme, mentre gli stigmi dello stilo (i rami) sono due, brevi (più corti della parte pubescente appena sotto la biforcazione) e divergenti. L'ovario è infero uniloculare formato da 2 carpelli. Gli stigmi in genere sono corti e filiformi ed hanno la superficie stigmatica (papille) interna. La parte superiore dello stilo è pelosa (quella basale è glabra) ed è tre volte più lunga dei rami dello stilo.

I frutti sono degli acheni con pappo. La forma dell'achenio è compressa a due coste; la superficie è pubescente. Il pappo, con una serie sola (in tutti i casi il pappo non è differenziato tra elementi esterni ed interni), è deciduo e piumoso.

## Biologia
- Impollinazione: l'impollinazione avviene tramite insetti (impollinazione entomogama tramite farfalle diurne e notturne).
- Riproduzione: la fecondazione avviene fondamentalmente tramite l'impollinazione dei fiori (vedi sopra).
- Dispersione: i semi (gli acheni) cadendo a terra sono successivamente dispersi soprattutto da insetti tipo formiche (disseminazione mirmecoria). In questo tipo di piante avviene anche un altro tipo di dispersione: zoocoria. Infatti le brattee dell'involucro possono agganciarsi ai peli degli animali di passaggio disperdendo così anche su lunghe distanze i semi della pianta.

## Distribuzione e habitat
La distribuzione delle piante di questa specie è relativa alle zone montane della Bolivia.

## Tassonomia
La famiglia di appartenenza di questa voce (Asteraceae o Compositae, nomen conservandum) probabilmente originaria del Sud America, è la più numerosa del mondo vegetale, comprende oltre 23.000 specie distribuite su 1.535 generi, oppure 22.750 specie e 1.530 generi secondo altre fonti (una delle checklist più aggiornata elenca fino a 1.679 generi). La famiglia attualmente (2021) è divisa in 16 sottofamiglie.

### Filogenesi
Le piante di questa voce appartengono alla tribù Liabeae della sottofamiglia Vernonioideae. Questa assegnazione è stata fatta solo ultimamente in base ad analisi di tipo filogenetico sul DNA delle piante. Precedenti classificazioni descrivono queste piante nella sottofamiglia Cichorioideae oppure (ancora prima) i vari membri di questo gruppo, a dimostrazione della difficoltà di classificazione delle Liabeae, erano distribuiti in diverse tribù: Vernonieae, Heliantheae, Helenieae, Senecioneae e Mutisieae.
Le seguenti caratteristiche sono condivise dalla maggior parte delle specie della tribù:
- nei fusti è frequente la presenza di lattice;
- le foglie hanno una disposizione opposta e spesso sono fortemente trinervate con superfici inferiori tomentose;
- il colore dei fiori del raggio e del disco sono in prevalenza gialli o tonalità vicine;
- le corolle del disco sono profondamente lobate;
- le basi delle antere sono calcarate;
- le superfici stigmatiche sono continue all'interno dei rami dello stilo;
- il polline è spinoso e sferico.

Il genere di questa voce (Stephenbeckia) è descritto nella sottotribù Paranepheliinae H. Rob., 1983, una delle quattro sottotribù di Labieae. La sottotribù si trova nel "core" della tribù, e insieme alla sottotribù Munnoziinae formano un "gruppo fratello" (entrambe le sottotribù sono state le ultime a divergere). Il genere Stephenbeckia, dalle ultime analisi del DNA di tipo filogenetico, nell'ambito della sottotribù, con il genere Microliabum forma un "gruppo fratello"; questa vicinanza dei due genere è convalidata anche da diverse affinità morfologiche.
Le specie di questo genere sono individuate dai seguenti caratteri:
- il portamento è piccolo-erbaceo;
- il ricettacolo è nudo;
- gli acheni sono compressi con 2 coste;
- il pappo è deciduo.